# El Sagrat Cor de Balaguer
El Sagrat Cor de Balaguer és una església parroquial de Balaguer, a la Noguera, inclosa en l'Inventari del Patrimoni Arquitectònic de Catalunya.
La nova església de Balaguer, dedicada al Sagrat Cor de Jesús, és situada en una gran plaça rectangular de l'eixample de la ciutat, a l'altra banda del riu Segre, vers migdia. És de grans dimensions, atès que la seva àrea urbana de servei és també gran. La façana principal és encarada a migdia.
Aquesta església es començà a construir l'any 1964. Segons el seu autor és la que més es ressent de l'impacte directe de les formes gaudinianes.